# Стуорієкна
Стуорієкна (швед. Stuorrajekna, Stourrajekna) — найбільший льодовик у Швеції, з площею 12,75 км² (станом на 1973 р.). Розташований у гірському масиві Сулітєлма в південно-східній частині Національного парку Падьєланта, що в Лапландії.